# Sempervivoideae
Sempervivoideae es una subfamilia de plantas con flores de la familia Crassulaceae. Es la subfamilia más numerosa.

## Tribus y géneros
- Umbiliceae
  - Aizopsis
  - Phedimus
  - Pseudosedum
  - Rhodiola
  - Umbilicus
- Telephieae
  - Hylothelephium
  - Kungia
  - Meterostachys
  - Orostachys
  - Sinocrassula
  - Perrierosedum
- Aeonieae
  - Aeonium
  - Aichryson
  - Greenovia
  - Hypagophytum
  - Monanthes
  - Sedum
- Semperviveae
  - Jovibarba
- Sedeae
  - Clado leucosedum
  - Clado acre

- Datos: Q3478470
- Multimedia: Sempervivoideae / Q3478470
- Especies: Sempervivoideae